# Helfrid Selldin
Helfrid Ingeborg Selldin född 16 maj 1897 i Göteborg, död där 6 december 1973, var en svensk tecknare och akvarellist.
Hon var dotter till kammarskrivaren Olof August Selldin och Hulda Dahlström. Efter utbildning vid Valands målarskola i Göteborg 1917–1918 var Selldin huvudsakligen verksam som illustratör av barnböcker och jultidningar. Hon skrev och illustrerade Prinsessornas ABC-bok 1942. Hon tecknade även en större mängd julkort och olika vykort.